# Gerard Krekelberg
Gerard Krekelberg (Neeritter, 13 juni 1864 – Vlodrop, 27 november 1937) was een Nederlands onderwijzer, tekstdichter en heemkundige. Hij is vooral bekend als schrijver van de tekst van het Limburgs volkslied.
Krekelberg werd in 1883 toegelaten als onderwijzer. Na eerste ervaringen in Swalmen verliet hij het onderwijs om zich in Roermond aan de fabricage van dekkleden te wijden. Naderhand keerde hij echter weer terug in het onderwijs, deze keer in Vlodrop. Hij woonde onder meer in Maasbracht en Roermond. Op 4 juni 1895 te Roermond huwde Gerard Krekelberg met Francisca Thissen.
Henri Tijssen, dirigent van het Roermonds Mannenkoor, voerde in januari 1909 het Limburgs volkslied voor het eerst uit ter gelegenheid van de oprichting van de Vereniging ter bevordering van de volkszang in Limburg. Hij had aan Krekelberg gevraagd om een tekst te schrijven op de door Tijssen gecomponeerde muziek. De tekst was aanvankelijk bedoeld als een ode aan Limburg. Het lied heette aanvankelijk Limburg, mijn vaderland. Toen het in 1939 officieel tot Limburgs volkslied werd verklaard, werd de titel gewijzigd in Waar in 't bronsgroen eikenhout.
Het lied werd opgenomen in de populaire liedbundel Kun je nog zingen, zing dan mee.
In Neeritter is het dorpsplein genoemd naar Krekelberg (het Krekelbergplein).
In Vlodrop staat een standbeeld ter ere van Gerard Krekelberg.
- International Standard Name Identifier: 0000 0003 6897 7574
- MusicBrainz: fb2289bb-a040-44bb-873b-a5e017073145
- Nederlandse Thesaurus van Auteursnamen: 394090470
- Virtual International Authority File: 317290951
- WorldCat: E39PBJyGYbmgCXWV68xVX6Kjmd